# Omi (langue)
 (mai 2021).
L’omi ou omiti (òmíti en omiti) est une langue soudanique centrale parlée dans le territoire d’Aru de la province de l’Ituri, République démocratique du Congo, entre les deux rivières Nzoro et Lowa. Elle était autrefois considérée comme un dialecte de la langue kaliko, mais nécessite une littérature distincte.

## Écriture
| a | b | bh | d | dh | e | f | g | i | ɨ | k | kp | l | m | mb | mv | n | nd | ng | ngb | ny | nz | o | p | r | s | t | ts | u | v | y | z | ’ |